# ピクロフィルス属
Picrophilus（ピクロフィルス属）は、テルモプラズマ目ピクロフィルス科に属す古細菌の一属。既知のものとしては最も好酸性の強い生物である。学名はギリシア語で酸/苦い（πικρό）+愛する（φιλος）のラテン語形。
1995年に北海道の噴気孔で発見された。生育が可能なpHはマイナス0.06（培養培地に1.2 M相当の硫酸を添加）に達し、近縁の古細菌Thermoplasma acidophilum（限界生育pH0.5）や真核藻類のイデユコゴメ（pH0.24）などを上回り、既知のものとしては全生物中最も好酸性が強い生物である。生育至適pHも0.7という極端な数値を示している。pH4以上では細胞膜を維持できないほど強酸下の環境に適応している。
P.oshimaeの種名は、試料の採集に協力した大島泰郎への献名である。
形状は1-1.5μほどの球菌、細胞表面にはS層（細胞壁）が存在し、他のテルモプラズマ綱（細胞壁を持たない）とは異なっている。鞭毛は持たない。栄養的には完全な偏性好気性偏性従属栄養生物であり、好気条件下でアミノ酸などを酸化して増殖する。
ゲノムは2004年に解読が終了（P. torridus）。ゲノムサイズは155万塩基対、ORFは1535箇所。
- 生育温度 : 45～65℃（至適生育温度は60℃付近）
- 生育pH : pH-0.06～3.5（至適生育pH0.7）